# Conspiracy
Conspiracy – czwarty studyjny album duńskiej grupy King Diamond. Wydany w roku 1989 przez wytwórnię Roadrunner Records.

## Lista utworów
1. „At The Graves” – 8:57
2. „Sleepless Nights” – 5:06
3. „Lies” – 4:24
4. „A Visit From The Dead” – 6:13
5. „The Wedding Dream” – 6:03
6. „"Amon" Belongs To "Them"” – 3:52
7. „Something Weird” – 2:08
8. „Victimized” – 5:22
9. „Let It Be Done” – 1:14
10. „Cremation” – 4:12

### Bonus z1997roku
1. „At The Graves – Alternate Mix” – 7:20
2. „Cremation – Live Show Mix” – 4:12

## Twórcy
- King Diamond – śpiew
- Andy LaRocque – gitara
- Pete Blakk – gitara
- Hal Patino – gitara basowa
- Mikkey Dee – perkusja
- Roberto Falcao – instrumenty klawiszowe

## Pozycje na listach
| Lista         | Kraj              | Pozycja |
| ------------- | ----------------- | ------- |
| Billboard 200 | Stany Zjednoczone | 111     |